# Nationaal park Skarvan og Roltdalen
Het nationaal park Skarvan og Roltdalen (Noors: Skarvan og Roltdalen nasjonalpark/Samisch:Tjohkeli jïh Råalten nasjonaaleparhke) is een nationaal park in het midden van Noorwegen. Het is in 2004 opgericht en het bestaat uit het Roltdal en het Skarvanmassief.

## Flora en fauna
Het Roltdal is het grootste dal in de regio waar geen weg door loopt en bestaat uit vrijwel ongerept dennenbos. Veel van de bomen zijn ouder dan 200 jaar. De grote jaarlijkse neerslagsom zorgt er ook voor dat er een rijke veenvegetatie te vinden is.
Ook zijn er veel vogelsoorten te vinden, zoals alpensneeuwhoen, topper, steenarend, giervalk, drieteenspecht, taigagaai, kuifmees, zwarte mees, en auerhoen.
Anárjohka · Ånderdalen · Blåfjella-Skjækerfjella · Breheimen · Børgefjell/Byrkije · Dovre · Dovrefjell-Sunndalsfjella · Femundsmarka · Folgefonna · Forlandet · Forollhogna · Fulufjellet · Færder · Gutulia · Hallingskarvet · Hardangervidda · Indre Wijdefjorden· Jomfruland · Jostedalsbreen · Jotunheimen · Junkerdal · Láhko · Langsua · Lierne · Lofotodden · Lomsdal-Visten/Njaarke ·  Møysalen . Nordre Isfjorden · Nordvest-Spitsbergen · Østmarka . Øvre Dividal · Øvre Pasvik/Báhčaveaji · Raet · Rago · Reinheimen · Reisa · Rohkunborri · Rondane · Saltfjellet-Svartisen · Sassen-Bünsowland · Seiland/Sievju · Sjunkhatten/Dávga · Skarvan og Roltdalen/Tjohkeli jïh Råalten · Sør-Spitsbergen · Stabbursdalen/Rávttošvuomi · Van Mijenfjord . Varangerhalvøya/Várnjárgga · Ytre Hvaler